# Холден, Ник
Ник Холден (англ. Nick Holden; род. 15 мая 1987, Сент-Альберт) — канадский хоккеист, защитник, призёр чемпионата мира 2022 года в составе сборной Канады.
Завершил карьеру в 2023 году.

## Карьера

### Клубная
Не будучи задрафтованным, 28 марта 2008 года подписал трёхлетний контракт новичка с клубом «Коламбус Блю Джекетс». Он продолжил свою карьеру в фарм-клубе «Сиракьюз Кранч», за который отыграл два полных сезона, а затем перешёл в «Спрингфилд Фэлконс». Дебютировал в НХЛ 20 октября 2010 года в матче с «Анахаймом», который «Коламбус» выиграл со счётом 3:1.
20 июня 2011 года продлил контракт с клубом на два года. Он вновь вернулся в состав «Спрингфилд Фэлконс», за которых играл почти два сезона, по итогам сезона 2012/13 он был назван лучим игроком своей команды.
5 июля 2013 года в качестве свободного агента подписал двухлетний контракт с «Колорадо Эвеланш». 10 ноября 2013 года в матче с «Вашингтоном» забросил первую шайбу в карьере и помог команде выиграть со счётом 4:1. 18 января 2014 года в матче с «Нэшвиллом» оформил первый дубль и отдал голевой пас, но «Предаторз» со счётом 5:4. При этом он установил новый рекорд команды в НХЛ среди защитников, совершив 9 бросков по воротам. В плеф-офф Кубка Стэнли в серии с «Миннесотой Уайлд» он стал лучшим среди защитников команды, забросив 3 шайбы и отдав 1 передачу, но «Уайлд» выиграли серию со счётом 4-3.
1 июля 2014 года продлил контракт с клубом на три года.
25 июня 2016 года был обменян в «Нью-Йорк Рейнджерс».
2 февраля 2018 года был обменян в «Бостон Брюинз». По окончании сезона, 1 июля 2018 года подписал двухлетний контракт с клубом «Вегас Голден Найтс».
24 февраля 2020 года продлил с клубом контракт на два года.
28 июля 2021 года был обменян в «Оттаву Сенаторз» на нападающего Евгения Дадонова. 27 января 2022 года продлил контракт с «Сенаторз» на один год.

### Международная
В составе сборной Канады стал серебряным призёром на ЧМ-2022; на турнире заработал 2 очка (0+2).